# The Jaynetts
The Jaynetts waren eine R&B-Gruppe, deren Mitglieder aus der Bronx in New York stammten. Die Girlgroup hatte nur einen einzigen Hit, Sally Go 'Round the Roses, der 1963 in den US-Singles-Charts bis auf Platz 2 kam.

## Entstehung und Erfolgssingle
Abner Spector, der Besitzer der Chicagoer Schallplattenfirma Tuff, suchte in New York, dem Trend der damaligen Zeit folgend, nach einer Girlgroup und wandte sich an Zelma „Zell“ Sanders, die Besitzerin des J & S Record Labels. Sanders stellte Spector eine Gruppe von vier jungen Frauen zusammen – Ethel Davis (* 1944), Yvonne Bushnell (* 1945), Ada Ray (* 1944) und Mary Sue Wells (* 1946) –, mit denen Spector den Song aufnahm, der von Sanders geschrieben worden war.
Zu diesen vier Stimmen mischte er etwa zwanzig weitere Stimmen von Besuchern, die zum Teil zufällig im Studio auftauchten und trieb die Kosten der sich über mehrere Tage hinziehenden Aufnahmesession auf über 60.000 Dollar, eine für die damalige Zeit sehr hohe Summe für die Produktion eines einzigen Songs. Die Single erschien bei Tuff Records und notierte zum ersten Mal am 31. August 1963 in den US-Charts, blieb dort zwölf Wochen und erreichte zwei Wochen hintereinander Platz 2.

## Entwicklung der Gruppe
Nach der Veröffentlichung der Single kam als fünftes Gruppenmitglied Johnnie Louise Richardson (* 1945), die Tochter von Sanders, hinzu. Johnnie war vorher der weibliche Part des Duos Johnnie & Joe gewesen, das 1957 mit Over the Mountain, 'Cross the Sea einen Hit landen konnte, der in den US Singles-Charts Platz 8 erreichte. Richardson starb am 25. Oktober 1988 an Herzversagen.
Zwar gingen die Jaynetts nach dem Erfolg der Platte auf Tournee, doch die Gruppe, die nur als Studiogruppe für die Aufnahme jener einen Single zusammengestellt worden war, brachte es zu keiner weiteren Platzierung in den Charts. Der Song Sally Go 'Round the Roses aber wurde auf Grund seines musikalisch bahnbrechenden Arrangements, seiner mysteriösen und unheimlichen Stimmung zum Klassiker und zur Kultplatte. Andy Warhol erklärte das Stück zu seiner Lieblingssingle. Später folgten Coverversionen von Grace Slick & The Great Society (1966), Question Mark & the Mysterians, Pentangle (1969), Tim Buckley (1972), Alannah Myles (1995), Inner Circle (1998) oder Judy Collins (2014).